# Aelurillus latebricola
Aelurillus latebricola là một loài nhện trong họ Salticidae.
Loài này thuộc chi Aelurillus. Aelurillus latebricola được Spassky miêu tả năm 1941.